# Just Be Straight with Me
"Just Be Straight with Me" é uma canção do rapper Silkk the Shocker, que foi lançada como single no dia 3 de Março de 1998, em parceria com o grupo Destiny's Child e do rapper Master P.

## Faixas e formatos
1. "Just Be Straight With Me" (Album Version)
2. "Just Be Straight With Me" (Instrumental)
3. Faixa bônus

## Desempenho
| Tabelas musicais                                  | Melhor posição |
| ------------------------------------------------- | -------------- |
| Estados Unidos - Billboard Hot 100                | 57             |
| Estados Unidos - Hot R&B/Hip-Hop Singles & Tracks | 36             |
| Estados Unidos - Hot Rap Singles                  | 12             |